# Бабатай (Темірський район)
Бабата́й (каз. Бабатай) — село у складі Темірського району Актюбінської області Казахстану. Входить до складу Кайиндинського сільського округу.
Населення — 255 осіб (2021; 413 у 2009, 429 у 1999, 481 у 1989).